# Chalán
Chalán là một khu tự quản thuộc tỉnh Sucre, Colombia. Thủ phủ của khu tự quản Chalán đóng tại Chalán Khu tự quản Chalán có diện tích 77 ki lô mét vuông. Đến thời điểm ngày 28 tháng 5 năm 2005, khu tự quản Chalán có dân số 4058 người.